# 109573 Mishasmirnov
109573 Mishasmirnov eller 2001 QQ269 är en asteroid i huvudbältet som upptäcktes den 20 augusti 2001 av Krims astrofysiska observatorium på Krim. Den har fått sitt namn efter den ryske astronomen Mikhail Alexandrovich Smirnov.